# Enden, Norge
Enden är en by i Stor-Elvdals kommun i Innlandet fylke i östra Norge. Byn ligger där fylkesväg 27 möter fylkesväg 219, öster om Rondane nationalpark.